# Пехотное ружьё образца 1845 года

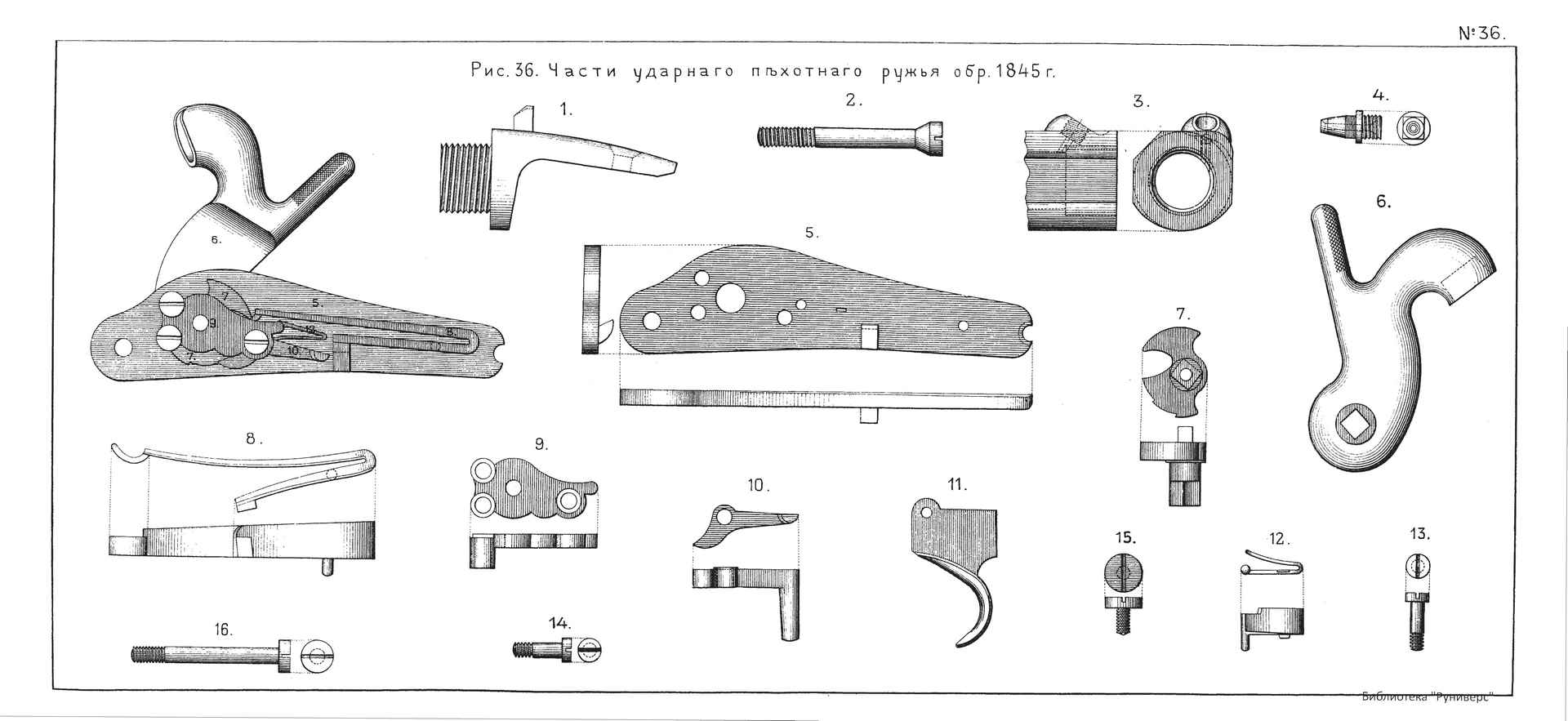
Ударное (капсюльное) гладкоствольное пехотное ружьё образца 1845 года. Ружейный замок:
- 10: «спуск» (спусковой рычаг) с шепталом
- 8:боевая пружина
- 5:замочная доска
- 4:затравочный стержень
- 3:подстержник
- 9:накладка
- 12:перка
- 7:ладыжка

Пехотное ружьё образца 1845 года — капсюльное (или по терминологии того времени «ударное») гладкоствольное ружьё, принятое на вооружение русской армии в 1845 году и ставшее основой для различных модификаций для других родов войск. Это ружьё было разработано на волне происходившей тогда смены кремнёвого оружия ударными (см. капсюльный замок).

## История

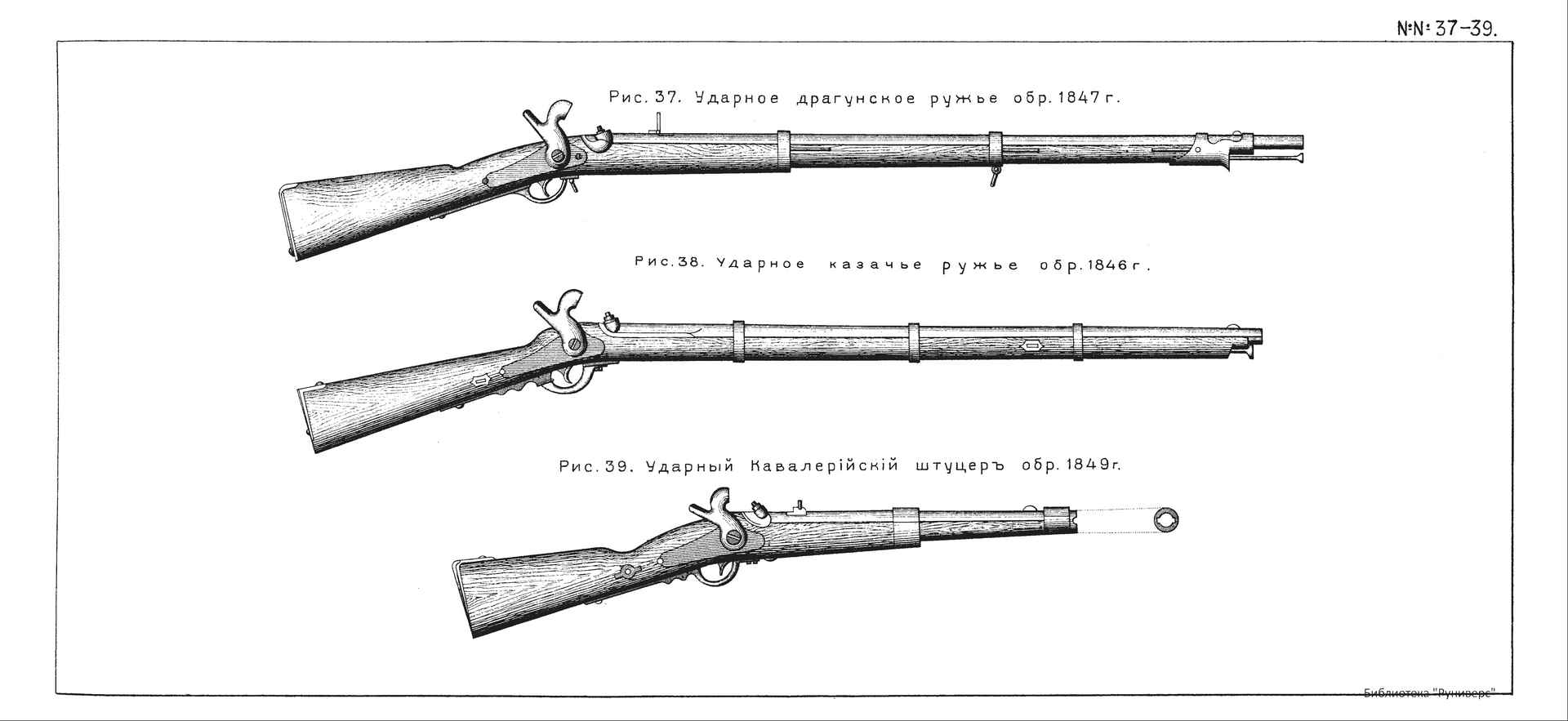
Казачье и драгунское ружья, кавалерийский штуцер

Царствование императора Николая I стало временем усовершенствования вооружения армии и модернизация пехотных ружей проводилась многократно несмотря на тяжёлое экономическое состояние империи. Модернизация вооружения проводилась в 1826, 1828, 1839, 1844, 1845, 1852, 1854 годах.
В 1844 году император издал приказ о переделке всех кремнёво-ударных ружей на ударные по французскому образцу. Поскольку выяснилось, что существующие в обращении армейские ружья были расстреляны в различной степени, их рассверлили с 7 линий до стандартного диаметра ствола в 7,1 линии (18,03 мм).
Главное отличие капсульного ружья от предыдущего переделанного заключалось лишь в замене замка подкладного образца на обратный. В подкладном образце передняя часть замка подложена под казенную часть ствола, боевая пружина расположена впереди курка, следовательно, шейки ложи не ослабляет; в обратном же замке боевая пружина расположена в обратном направлении, а сам замок врезан и потому ослабляет ее.
В 1845 году производство на заводах кремнёвых ружей прекратилось, и начался выпуск капсюльного оружия семи конструктивно схожих образцов: пехотное ружьё (1845), казачье ружьё (1846), драгунское ружьё (1847), солдатский пистолет (1848), карабин (1849), штуцер (1849) и офицерский пистолет (1849).

## Основные ТТХ
Создано на основе французского капсюльного ружья обр. 1842 г. с незначительными изменениями. Как и кремнёвое ружьё, состояло из ствола, замка, ложи, и имело штык и шомпол. Ложа, прибор, штык и шомпол такие же, как в кремнёвом оружии.
- Калибр 7,1 линий (18,03 мм)
- Длина со штыком 6 футов 1 дюйм 1,4 линий (1850 мм)
- Вес без штыка 10,58 фунтов (4,33 кг)
- Вес с примкнутым штыком 11 фунтов 46 золотников (4,7 кг)
- Пуля круглая, диаметром 6,6 линий, весом 6,56 золотника (27,98 г)
- Заряд — 2 золотника чёрного пороха (8,53 г)
- Ствол — железный, длиной 42,66 дюймов (1084 мм)
- Вес ствола 5,05 фунта (2,06 кг)
- Вес штыка 85 золотников (362,61 г)

Принадлежность к ружью включала:
- Протравник (в виде иглы) для чистки затравочного отверстия в стержне;
- Протирка для чистки ствола (крейцер, или пыжовник);
- Отвертка с крючком для вывинчивания затравочного стержня;
- Зажим для сжатия боевой пружины;
- Сумка для ношения капсюлей;
- Чехол на замок для предохранения от дождя и загрязнений[1].